# 六角知通
六角知通（ろっかく ともみち、元文3年（1738年）11月5日 - 天明6年（1786年）4月7日）は、江戸時代中期の公卿。別名は六角基風。

## 官歴
- 寛延元年（1748年）：従五位下
- 寛延2年（1749年）：兵部大輔
- 宝暦2年（1752年）：従五位上
- 宝暦6年（1756年）：正五位下
- 宝暦10年（1760年）：従四位下
- 宝暦14年（1764年）：従四位上、右近権少将
- 明和5年（1768年）：正四位下
- 明和7年（1770年）：右近権中将
- 安永元年（1772年）：従三位
- 安永6年（1777年）：正三位

## 系譜
- 実父：園基香
- 養父：六角益通
- 母：高倉永重の娘
- 子：六角光通
- 子：福原政幸